# كولن كالدر
كولن كالدر (بالإسبانية: Colin Calder)‏ هو لاعب كرة قدم أرجنتيني، ولد في 16 أبريل 1860 في Dingwall ‏ في المملكة المتحدة، وتوفي في 25 يناير 1907 في روساريو في الأرجنتين.